# لونراي (أورن)
لونراي هي بلدية في أورن في شمال غرب فرنسا.